# Henryk Roman Gulbinowicz
Henryk Roman Gulbinowicz   (Vílnius, 17 d'octubre de 1923 - Breslau, 16 de novembre de 2020) fou un membre del clergat de Białystok, i cardenal de l'Església catòlica amb el títol de Cardenal prevere de l'Immacolata Concezione di Maria a Grottarossa.

## Biografia
Henryk Gulbinowicz ingressà al seminari arxidiocesà i completà els seus estudis secundaris, abans de ser traslladat a Białystok.
Va ser ordenat prevere per l'arquebisbe Romuald Jalbrzykowski el 18 de juny de 1950, sent nomenat pastor associat a Szudzialowo. Després d'un any d'experiència parroquai, va ser enviat a Lublin per continuar amb la seva preparació teològica a la Universitat Catòlica de Lublin. Aconseguí el doctorat en teologia moral el 1955; entre 1956 i 1959 va ser prevere de la universitat de Białystok. Després ensenyà al seminari de Warmina, mentre que treballava a la cúria diocesana d'Olsztyn.
El 12 de gener de 1970 el Papa Pau VI el nomenà bisbe titular d'Acci, i administrador apostòlic de la secció polonesa de l'arquebisbat de Vilnius (Białystok). El 8 febrer rebé l'ordenació episcopal del Primat de Polònia, cardenal Stefan Wyszyński. A càrrec de la comunitat eclesial, era responsable de l'organització del diaconat, a més de promoure la construcció de noves parròquies.
El 3 de gener de 1976 esdevingué Arquebisbe de Wrocław. Mentre que guiava l'església local durant aquells anys creà diversos centres pastorals per la regió. A més fundà la revista quinzenal "Nowe Życie" (Nova Vida) i coronà la imatge de la Verge com a protectora de la famosa capella de Wambierzyce a la Silèsia inferior, que contínuament rebia pelegrins.
Uns dies abans de la imposició de la llei marcial el 1981, la branca local del sindicat Solidaritat retirà del banc uns 80 milions de zlotys, (actualment uns 100 milions de dòlars), donant els diners a Gulbinowicz, qui els amagà del règim comunista durant la il·legalització del sindicat.
És autor de diversos treballs en els camps de la teologia moral i doctrinal, així com sobre la formació del clergat. El 25 de maig de 1985 Gulbinowicz va ser creat cardenal pel Papa Joan Pau II. Des del 3 d'abril de 2004 ha estat arquebisbe emèrit de Wrocław. El seu any de naixement havia estat senyalat com el 1928, però a inicis de febrer de 2005 es descobrí que havia nascut el 1923 (5 anys abans), car els seus pares havien falsificat la partida de naixement durant la dècada de 1940 de manera que no pogués ser allistat per l'Exèrcit Roig o enviat a un camp de treball soviètic; de manera que el 2003 va complir els 80 anys, perdent per tant el dret a participar en un conclave (Joan Pau II va morir durant l'abril de 2005).

## Honors
Gran Oficial de l'orde Polònia Restituta – 3 de febrer de 1995
 Cavaller de l'orde del Somriure - 2001
 Cavaller de l'orde de l'Àliga Blanca – 17 d'octubre de 2008